# Liste der Monuments historiques in Montbéliard
Die Liste der Monuments historiques in Montbéliard führt die Monuments historiques in der französischen Stadt Montbéliard auf.

## Liste der Bauwerke
| Bezeichnung                    | Beschreibung | Standort                                       | Kennzeichnung | Schutzstatus   | Datum     | Bild           |
| ------------------------------ | --- | ---------------------------------------------- | ------------- | -------------- | --------- | -------------- |
| Château de Montbéliard         | am Platz eines vermuteten gallorömischen Wachturms entstandener Burgenkomplex: - Châtel devant: ehemalige Höhenburg, ab dem 10. Jahrhundert - Châtel derrière: Höhenburg des späten 13. Jahrhunderts, ab dem späten 16. Jahrhundert zum Schloss umgebaut (Architekten Georg Beer und Heinrich Schickhardt) beide Teile im 19. Jahrhundert zur Kaserne umgenutzt | Rue du Château (Lage)                          | PA00101673    | Classé         | 1996      | weitere Bilder |
| Katholische Kirche St-Maimbœuf | von 1850 bis 1880 erbaut, Architekten Jean Frédéric Fallot, Maximilien Painchaux und Antoine-Gaëtan Guérinot | Rue Saint-Maimboeuf (Lage)                     | PA00101784    | Classé         | 1994      | weitere Bilder |
| Ferme de la Souaberie          | Wohngebäude des Musterguts für zugewanderte schwäbische Rinderzüchter, zwischen 1592 und 1602 erbaut, Architekt Heinrich Schickhardt, ab 1731 Lateinschule | 12 rue du collège (Lage)                       | PA00101754    | Inscrit        | 2001      | weitere Bilder |
| Markthallen                    | Südflügel 1536 begonnen, Westflügel kurz vor 1570, Ostflügel zwischen 1624 und 1628 | Rue des Halles, place Denfert-Rochereau (Lage) | PA00101674    | Classé         | 1992      | weitere Bilder |
| Ehemaliges Hospital            | bezeichnet 1761; heute Vereinshaus | 1 rue du château (Lage)                        | PA00101758    | Inscrit        | 1989      | weitere Bilder |
| Hôtel Beurnier-Rossel          | Hôtel particulier, 1772/73 erbaut, Architekt Philippe de La Guêpière; mit Teilen der Innenausstattung; heute Musée d’Art et d’Histoire | 8 place Saint-Martin (Lage)                    | PA00101675    | Classé Inscrit | 1987      | weitere Bilder |
| Hôtel de Franquemont           | Hôtel particulier, Mitte des 16. Jahrhunderts, am Treppenturm bezeichnet 1559 | 42 rue de Belfort (Lage)                       | PA00101749    | Inscrit        | 1989      | weitere Bilder |
| Hôtel de la Croix d’Or         | Hôtel particulier, 1619 bis 1625 erbaut; mit Teilen der Innenausstattung | 5 rue de la Sous-Préfecture (Lage)             | PA00101676    | Inscrit        | 1977      | weitere Bilder |
| Hôtel de Ville                 | 1776 bis 1778 erbaut, Architekten Philippe de La Guêpière und Georges Louis Morel | Place Saint-Martin (Lage)                      | PA00101677    | Inscrit        | 1939      | weitere Bilder |
| Gasthaus Lion Rouge            | im Kern aus dem 16. Jahrhundert, wiederholt erweitert | 38 rue des Halles (Lage)                       | PA00101750    | Inscrit        | 2012      | weitere Bilder |
| Wohnhaus                       | Anfang des 19. Jahrhunderts erbaut | 23 rue Georges-Clémenceau (Lage)               | PA00101787    | Inscrit        | 1992      |                |
| Geschäftshaus                  | 1910 erbaut, Architekt Jean Walter | 8 rue Georges-Cuvier (Lage)                    | PA00101785    | Inscrit        | 1992      |                |
| Lion de Peugeot                | Geschäftshaus, 1909 erbaut, Architekt Jean Walter | 37 rue Cuvier (Lage)                           | PA00101786    | Inscrit        | 1992      | weitere Bilder |
| Hôtel Bernard Fallot           | 1805 erbaut | 10 place Saint-Martin (Lage)                   | PA00101679    | Inscrit        | 1939      | weitere Bilder |
| Maison Forstner                | wohl aus der zweiten Hälfte des 16. Jahrhunderts; heute Niederlassung der Banque de France | 21 place Saint-Martin (Lage)                   | PA00101680    | Classé Inscrit | 1921 1925 | weitere Bilder |
| Hôtel de Sponeck               | auch Maison Rossel; Hôtel particulier, 1719 erbaut | 54 rue Georges-Clémenceau (Lage)               | PA00101678    | Inscrit        | 1932      | weitere Bilder |
| Wohn- und Geschäftshaus        | 1577 erbaut | 19 place Denfert-Rochereau (Lage)              | PA00101770    | Inscrit        | 1990      |                |
| Wohn- und Geschäftshaus        | 1577 erbaut | 21 place Denfert-Rochereau (Lage)              | PA00101753    | Inscrit        | 1989      |                |
| Wohnhaus                       | um 1600 erbaut; mit Treppenhaus und bemalter Zimmerdecke | 14 rue Lucie-Diemer-Duperret (Lage)            | PA00101751    | Inscrit        | 1990      |                |
| Wohnhaus                       | um 1610 erbaut, Entwurf Heinrich Schickhardt | 29 rue du Faubourg-de-Besançon (Lage)          | PA00101757    | Inscrit        | 1989      |                |
| Wohn- und Geschäftshaus        | bezeichnet 1610, Entwurf Heinrich Schickhardt; Geburtshaus von Jules-Emile Zingg | 31 rue du Faubourg-de-Besançon (Lage)          | PA00101756    | Inscrit        | 1989      |                |
| Wohn- und Geschäftshaus        | um 1600 erbaut, Treppenhaus bezeichnet 1676; mit Teilen der Innenausstattung | 18 rue Georges-Clémenceau (Lage)               | PA00101755    | Inscrit        | 1989      |                |
| Wohnhaus                       | im Kern aus dem 16. Jahrhundert, die rückwärtige Scheune bezeichnet 1645 | 34-36 rue Georges-Clémenceau (Lage)            | PA00101752    | Inscrit        | 1989      |                |
| Wohn- und Geschäftshaus        | zwei nachträglich zusammengefasste Häuser, beide um 1600 | 1-3 place Saint-Martin (Lage)                  | PA00101759    | Inscrit        | 1989      |                |
| Wohnhaus                       | wohl aus dem 16. Jahrhundert, am Treppenturm bezeichnet 1613 | 3 rue Saint-Martin (Lage)                      | PA00101747    | Inscrit        | 1989      |                |
| Wohn- und Geschäftshaus        | um 1600 erbaut | 11 rue de la Sous-Préfecture (Lage)            | PA00101681    | Classé         | 1986      |                |
| Gartenpavillon                 | mit zwischen 1685 und 1696 angelegter Ausmalung | 2 rue Charles-Contejean (Lage)                 | PA25000061    | Inscrit        | 2009      |                |
| Pierre à poissons              | Steinplatte unbekannter Herkunft, Ende des 15. Jahrhunderts am heutigen Standort aufgestellt | Place des Halles (Lage)                        | PA00101682    | Classé         | 1922      | weitere Bilder |
| Synagoge                       | 1888 erbaut, Architekt Charles-Frédéric Surleau | 8 rue de la Synagogue (Lage)                   | PA00101796    | Inscrit        | 1992      | weitere Bilder |
| Lutherische Kirche St-Martin   | von 1601 bis 1607 erbaut, Architekt Heinrich Schickhardt | Place Saint-Martin (Lage)                      | PA00101684    | Classé         | 1963      | weitere Bilder |
| Lutherische Kirche St-Georges  | zwischen 1674 und 1739 erbaut; mit Teilen der Innenausstattung; kirchliche Nutzung 1949 aufgegeben | Rue du Faubourg-de-Besançon (Lage)             | PA00101683    | Inscrit        | 1986      | weitere Bilder |
| Theater                        | 1854 bis 1857 erbaut; Theatersaal, Bühnenhaus und Vestibül jeweils mit ihrer Ausstattung, aber ohne modernen Vorbau | Place Saint-Martin (Lage)                      | PA00101788    | Inscrit        | 1992      | weitere Bilder |
| Collège universitaire          | Ostteil des Nordflügels der lutherischen Universität, zwischen 1598 und 1607 erbaut, Architekt Heinrich Schickhardt | Rue Saint Maimboeuf (Lage)                     | PA00101748    | Inscrit        | 1989      | weitere Bilder |
| Gefallenendenkmal              | 1923/24 errichtet, Architekt Maurice Boutterin, Bildhauer Armand Bloch | Square Resener (Lage)                          | PA25000098    | Inscrit        | 2022      | weitere Bilder |

## Liste der Objekte
| Bezeichnung                              | Beschreibung                                                                          | Standort                         | Kennzeichnung | Schutzstatus | Datum | Bild           |
| ---------------------------------------- | ------------------------------------------------------------------------------------- | -------------------------------- | ------------- | ------------ | ----- | -------------- |
| Stifterinschrift                         | Granit, bezeichnet 1604                                                               | in der Kirche St-Martin (Lage)   | PM25001085    | Classé       | 1928  |                |
| Türflügel                                | Holz, datiert 1742                                                                    | in der Kirche St-Martin (Lage)   | PM25001086    | Classé       | 1928  |                |
| Decke des Kirchsaals                     | mit Gemälde Der gute Hirte; Holz, Ölfarbe auf Holz, erste Hälfte des 19. Jahrhunderts | in der Kirche St-Martin (Lage)   | PM25001087    | Classé       | 1928  |                |
| Glocke                                   | Bronze, 1618 gegossen                                                                 | in der Markthalle (Lage)         | PM25001088    | Classé       | 1928  |                |
| Balkon- und Treppengeländer              | Schmiedeeisen, 1777/78                                                                | im Hôtel de Ville (Lage)         | PM25001090    | Classé       | 1928  |                |
| Georges-Cuvier-Denkmal                   | Bronze, 1833/34, Bildhauer David d’Angers                                             | Place Saint-Martin (Lage)        | PM25001091    | Classé       | 1928  | weitere Bilder |
| Orgel                                    | Haupteintrag für PM25001093                                                           | in der Kirche St-Martin (Lage)   | PM25002512    | Classé       | 1978  | weitere Bilder |
| Instrumentalteil der Orgel               | 1755 von Jean Louis Perny gebaut, 1843/44 durch Joseph Callinet erweitert             | in der Kirche St-Martin (Lage)   | PM25001093    | Classé       | 1978  |                |
| Gemälde Mariä Verkündigung               | Ölfarbe auf Leinwand, vergoldeter Holzrahmen, um 1825                                 | in der Kirche St-Maimbœuf (Lage) | PM25001094    | Classé       | 1978  |                |
| Altartisch                               | Eichenholz, farbig gefasst und vergoldet, um 1827                                     | in der Kirche St-Martin (Lage)   | PM25001095    | Classé       | 1978  |                |
| Kachelofen                               | Fayence, datiert 1772/73                                                              | im Hôtel Beurnier-Rossel (Lage)  | PM25001096    | Classé       | 1988  |                |
| Gemälde Martyrium des heiligen Maimbodus | Ölfarbe auf Leinwand, erste Hälfte des 19. Jahrhunderts                               | in der Kirche St-Maimbœuf (Lage) | PM25002222    | Inscrit      | 1978  |                |
| Hauptaltar                               | Retabel; Holz, farbig gefasst und vergoldet, 19. Jahrhundert                          | in der Kirche St-Maimbœuf (Lage) | PM25002223    | Inscrit      | 1978  |                |
| Zwei Seitenaltäre                        | jeweils der Retabel; Holz, farbig gefasst und vergoldet, 19. Jahrhundert              | in der Kirche St-Maimbœuf (Lage) | PM25002224    | Inscrit      | 1978  |                |
| Glocke                                   | Bronze, 1517 gegossen                                                                 | in der Kirche St-Martin (Lage)   | PM25001083    | Classé       | 1928  |                |
| Glocke                                   | Bronze, zweite Hälfte des 16. Jahrhunderts                                            | in der Kirche St-Martin (Lage)   | PM25001084    | Classé       | 1942  |                |
| Glocke                                   | Bronze, 15. Jahrhundert                                                               | im Hôtel de Ville (Lage)         | PM25001089    | Classé       | 1928  |                |
| Zwei Kaminöfen                           | nicht datiert                                                                         | im Maison Forstner (Lage)        | PM25001092    | Classé       | 1925  |                |